# Noa Astanjelove

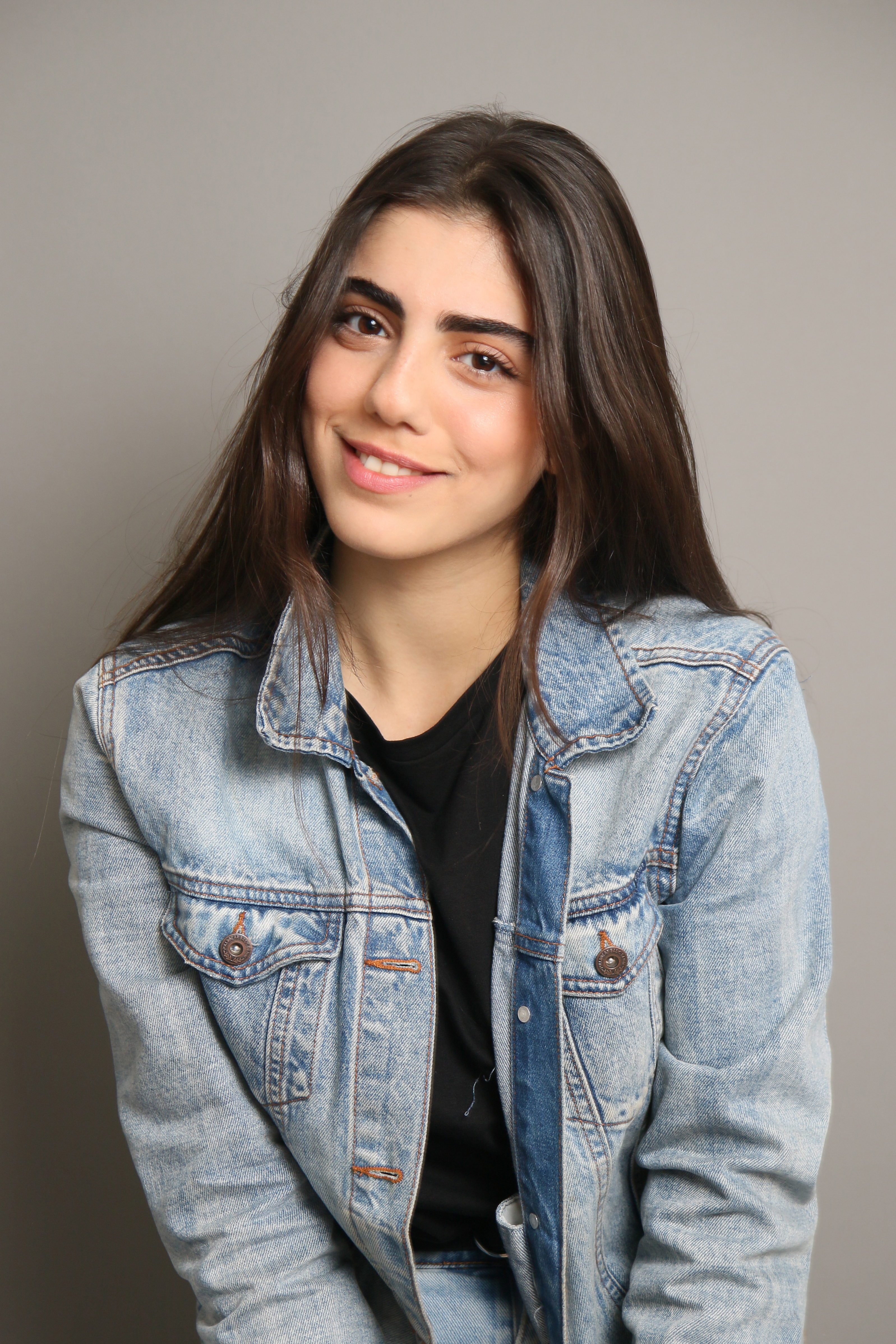
Noa Astanjelove

Noa Astanjelove (hebräisch נועה אסטנג'לוב; * 26. November 1999 in Aschdod) ist eine israelische Schauspielerin.

## Leben und Karriere
Astanjelove wurde in Aschdod geboren. Ihre Familie ist georgischer Herkunft. Als sie sieben Jahre alt war, ließen sich ihre Eltern scheiden. Sie besuchte die Schauspielschule Creative. 2018 leistete sie ihren Wehrdienst bei der IDF ab.
Ihr Debüt gab sie 2010 in dem Kurzfilm Shalom. Anschließend war sie 2014 in dem Film Encirclements zu sehen. Außerdem bekam Astanjelove 2018 in dem Film HaSusita Shel Herzl eine Hauptrolle.
2019 wurde sie für die Fernsehserie HaAchayot HaMutzlachot Sheli gecastet. Unter anderem trat sie 2022 in Exceptional auf. Im selben Jahr spielte sie in der Serie HaMefakedet mit. 2023 setzte Astanjelove ihre Karriere in der israelisch-deutschen Koproduktion Mishmar HaGvul fort.

## Filmografie
Filme
- 2014: Encirclements
- 2018: HaSusita Shel Herzl

Serien
- 2019: HaAchayot HaMutzlachot Sheli
- seit 2021: My Nephew from Hell
- 2022: Exceptional
- 2021–2024: HaMefakedet
- 2023: DreaMars
- 2023: Borders (Mishmar HaGvul)
- 2024: Black Space